# 47.ª reunião de cúpula do G7
A 47.ª Cúpula dos Países Desenvolvidos (português brasileiro) ou 47.ª Cimeira dos Países Desenvolvidos (português europeu) foi uma reunião realizada de 11 a 13 de junho de 2021 no Reino Unido, enquanto o país detém a presidência do G7.
Estiveram presentes os líderes dos sete países membros do G7, bem como representantes da União Europeia. O Presidente da Comissão Europeia tem sido um participante frequente em todas as reuniões e tomadas de decisão desde 1981, enquanto o atual Presidente do Conselho Europeu é o co-representante da UE desde a 36ª Cimeira do G8, organizada pelo Canadá em 2010.

## Líderes na cúpula
Espera-se que os participantes incluam líderes dos estados membros do G7 e representantes da União Europeia. O Presidente da Comissão Europeia tem sido um participante permanente em todas as reuniões desde 1981. O Presidente do Conselho Europeu é o co-representante da UE desde a 36ª Cimeira do G8, organizada pelo Canadá em 2010.
O primeiro-ministro do Reino Unido, Boris Johnson, convidou líderes da Índia, Coréia do Sul e Austrália. A Austrália acolheu o convite oficial e foi sugerido que o primeiro-ministro australiano, Scott Morrison, possa discutir o Facebook e a regulamentação de conteúdo digital, como havia feito na reunião do G7 de 2019 e na cúpula do G20 . O presidente sul-coreano, Moon Jae-in, aceitou o convite e estendeu um convite a Johnson para participar da Parceria para o Crescimento Verde e as Metas Globais 2030 (P4G Summit) em maio de 2021, que Johnson aceitou. O primeiro-ministro indiano, Narendra Modi, também aceitou o convite. Foi sugerido que Boris Johnson está tentando expandir o grupo G7, um fórum de reuniões para as principais economias do mundo, para criar o D10, um fórum para as dez principais democracias do mundo.

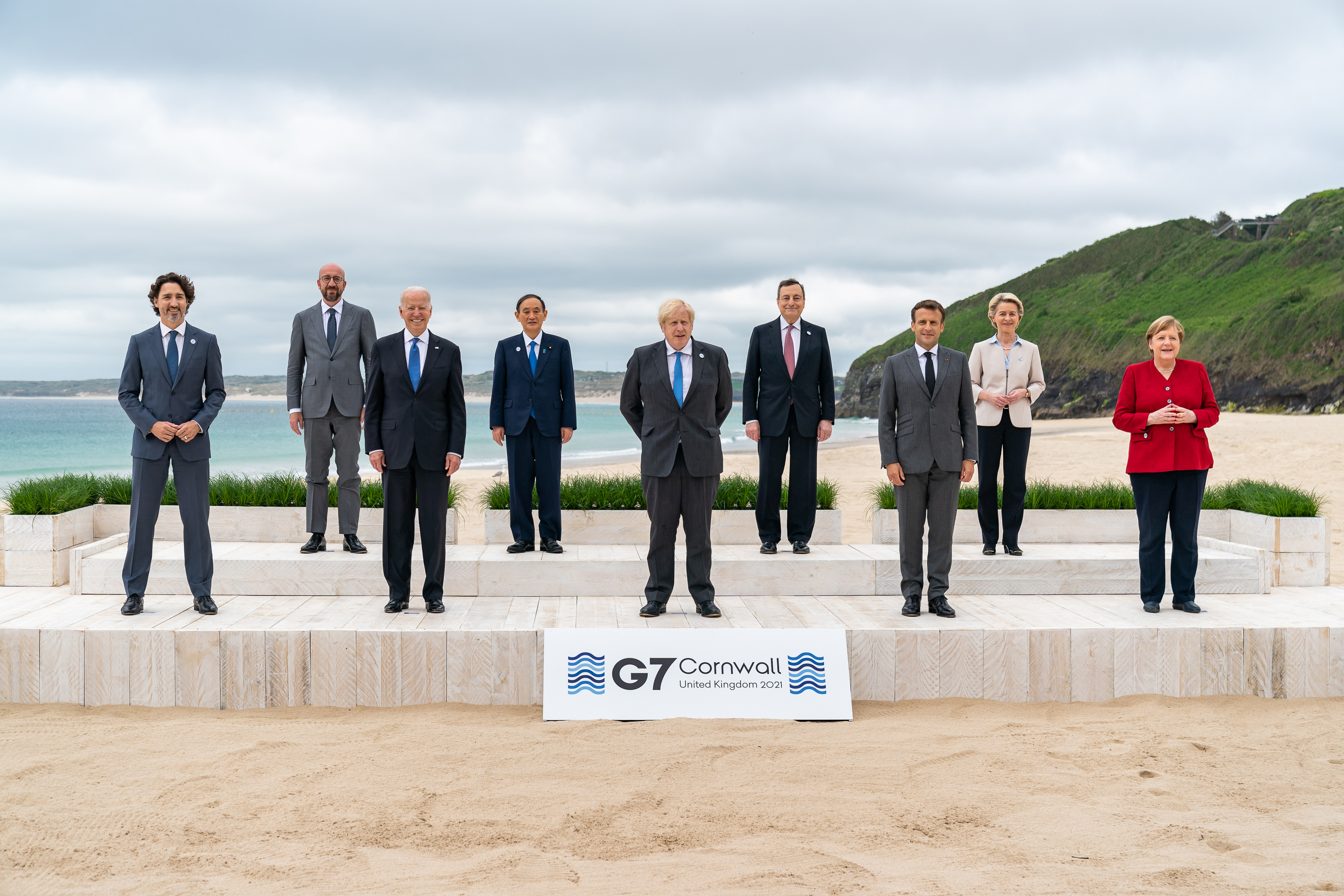
Foto oficial dos Líderes do G7 durante a 47ª Cúpula. Da esquerda para a direita: Justin Trudeau, Charles Michel, Joe Biden, Yoshihide Suga, Boris Johnson, Mario Draghi, Emmanuel Macron, Ursula von der Leyen e Angela Merkel.

A 47ª Cúpula do G7 foi a primeira do primeiro -ministro japonês Yoshihide Suga, o presidente dos EUA Joe Biden e o primeiro-ministro italiano Mario Draghi . É provável que seja a última cúpula da qual participará a chanceler alemã Angela Merkel, já que ela não busca a reeleição nas eleições federais alemãs que serão realizadas em setembro de 2021.
Em março de 2014, o G7 declarou que atualmente não era possível uma discussão significativa com a Rússia no contexto do G8 . Desde então, as reuniões continuaram dentro do processo do G7. Donald Trump e Emmanuel Macron concordaram que a Rússia deveria ser convidada para a Cúpula do G7 em 2020, mas a Grã-Bretanha e o Canadá ameaçaram vetar tal proposta se os EUA e a França seguissem em frente. A cúpula de 2020 foi finalmente cancelada devido à pandemia COVID-19 .

### Participantes e prováveis representantes
| Membro                  | Representado por     | Título                 |
| ----------------------- | -------------------- | ---------------------- |
| Canadá                  | Justin Trudeau       | primeiro ministro      |
| França                  | Emmanuel Macron      | Presidente             |
| Alemanha                | Angela Merkel        | Chanceler              |
| Itália                  | Mario Draghi         | primeiro ministro      |
| Japão                   | Yoshihide Suga       | primeiro ministro      |
| Reino Unido (anfitrião) | Boris Johnson        | primeiro ministro      |
| Estados Unidos          | Joe Biden            | Presidente             |
| União Europeia          | Ursula von der Leyen | Presidente da comissão |
| União Europeia          | Charles Michel       | Presidente do conselho |
| Convidados              |                      |                        |
| Membro                  | Representado por     | Título                 |
| Austrália               | Scott Morrison       | primeiro ministro      |
| Índia                   | Narendra modi        | primeiro ministro      |
| Coreia do Sul           | Moon Jae-in          | Presidente             |

## Agenda

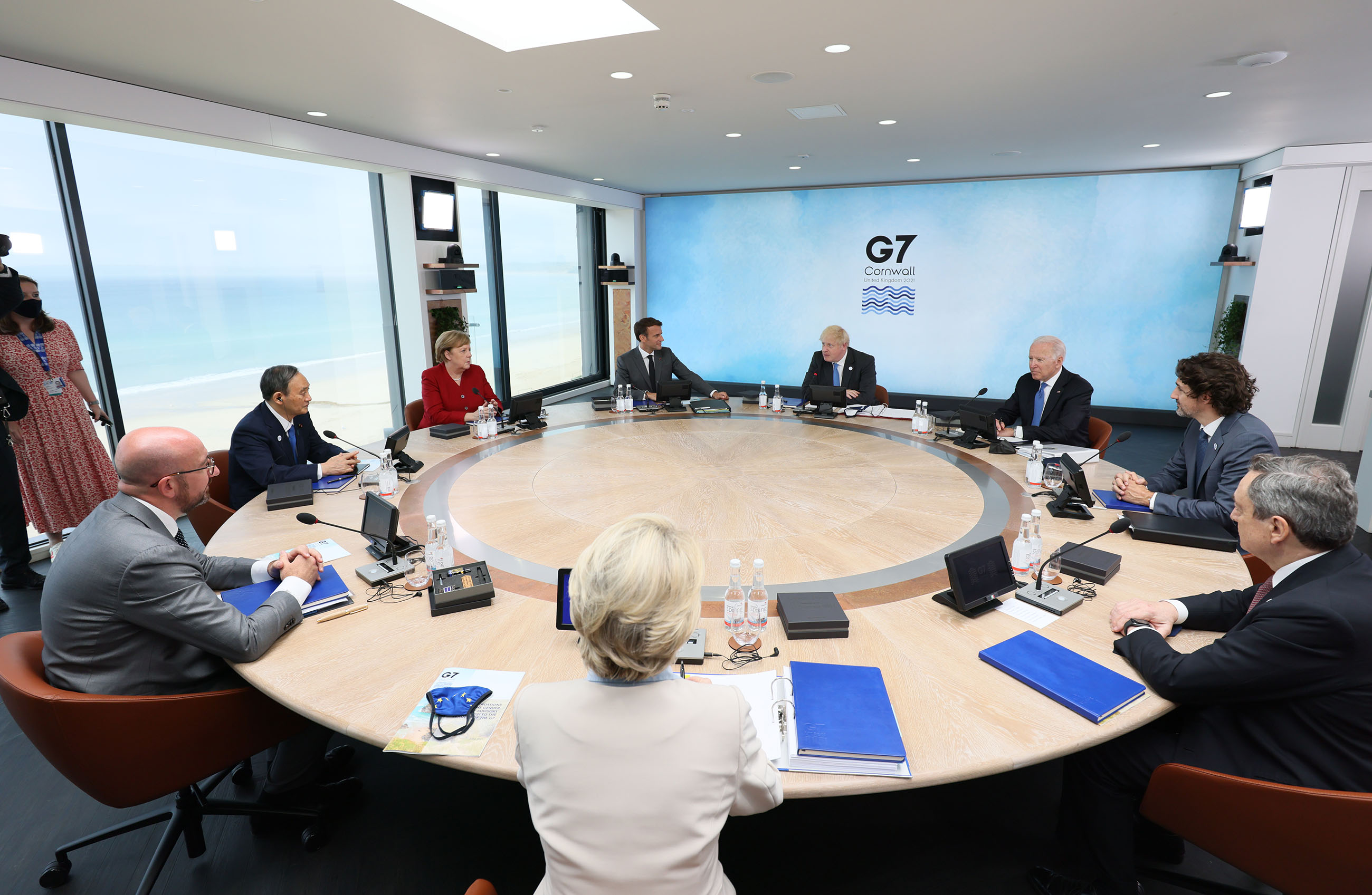
Líderes do G7 na mesa redonda do primeiro dia da cúpula de Carbis Bay

Os tópicos de discussão incluiram o desenvolvimento de uma resposta à pandemia COVID-19 e às mudanças climáticas . O primeiro-ministro britânico, Boris Johnson, prometeu pedir que o G7 trabalhe em uma abordagem global para pandemias para garantir uma distribuição global igual das vacinas COVID-19 e prevenir futuras pandemias. Ele propôs um plano de cinco pontos para prevenir futuras pandemias, que inclui uma rede mundial de centros de pesquisa zoonótica, desenvolvendo capacidade de fabricação global para tratamentos e vacinas, o desenho de um sistema global de alerta precoce, o acordo de protocolos globais para uma saúde futura emergência e redução das barreiras comerciais. Johnson também deve se concentrar nas mudanças climáticas, uma das principais prioridades do Reino Unido antes da conferência COP26 que deverá sediar em novembro de 2021.  O secretário de negócios do Reino Unido, Kwasi Kwarteng, indicou que Johnson buscará uma ação coordenada sobre impostos de carbono na fronteira, finanças verdes, eliminação progressiva do carvão e ajuda aos países mais pobres a estabelecer a mudança climática. Embora os impostos tenham sido apoiados pela UE e pelos EUA, o embaixador do clima da UE, Mark Vanhuekelen, indicou que a Austrália pode se opor às medidas.
Outro tópico de discussão é a coordenação internacional de políticas econômicas. A secretária do Tesouro dos Estados Unidos , Janet Yellen, sinalizou um renascimento do multilateralismo americano, com foco na necessidade de apoio econômico contínuo. Outros ministros das finanças, incluindo o ministro da economia italiano Daniele Franco, o ministro das finanças francês Bruno le Maire e o chanceler do Reino Unido, Rishi Sunak, também pediram uma estreita coordenação econômica sobre planos de recuperação e políticas econômicas.  As negociações sobre a reforma da tributação das empresas multinacionais também são esperadas, com os Estados Unidos concordando com um prazo de verão para avançar na questão, após ameaçar impor tarifas aos países europeus em retaliação ao seu novo imposto sobre vendas digital. Os Estados Unidos também estão revisando um plano para o FMI alocar até £ 500 bilhões em direitos de saque especiais para seus membros, que foi amplamente endossado por outros países, mas anteriormente bloqueado pelos EUA.
As autoridades financeiras do G7 também apoiaram a necessidade de regulamentar as moedas digitais . O ministro das Finanças alemão, Olaf Scholz, emitiu uma declaração sobre suas preocupações em autorizar o lançamento da criptomoeda Diem (antiga Libra) do Facebook na Europa.

## Eventos conducentes à cimeira
Em 12 de fevereiro de 2021, ministros de finanças e governadores de bancos centrais dos membros do G7 realizaram uma reunião para discutir questões financeiras relevantes, desde estímulos fiscais até ajuda aos países pobres. Eles se juntaram a representantes da Comissão Europeia, Banco Central Europeu e Eurogrupo, e líderes do FMI, Grupo do Banco Mundial, OCDE e Conselho de Estabilidade Financeira .
Em 19 de fevereiro de 2021, uma reunião virtual de líderes do G7 foi realizada para pedir mais cooperação internacional na distribuição de vacinas e tomar medidas para se recuperar da pandemia de coronavírus. Espera-se que o Reino Unido desafie outros países do G7 a acelerar o desenvolvimento de vacinas futuras para 100 dias (uma meta previamente definida pela Coalition for Epidemic Preparedness Innovations ) e criar impulso para uma abordagem mais coordenada para futuras pandemias, incluindo a criação de um tratado global de saúde. Antes da reunião, o primeiro-ministro do Reino Unido, Boris Johnson, prometeu compartilhar as doses excedentes de vacinas com os países em desenvolvimento e pedir ajuda para desenvolver vacinas mais rapidamente. A reunião foi o primeiro compromisso multilateral do presidente dos Estados Unidos, Joe Biden , após assumir o cargo . Ele ressaltou a importância da cooperação internacional e declarou "A América está de volta".
O primeiro-ministro japonês, Yoshihide Suga, declarou a determinação do Japão em sediar os Jogos Olímpicos e Paraolímpicos de Tóquio. Os líderes do G7 apoiaram as Olimpíadas na Declaração dos Líderes.
Também em 19 de fevereiro de 2021, os líderes do G7 divulgaram sua 'Declaração do Líder', na qual se comprometiam a intensificar a cooperação na resposta de saúde ao COVID-19 e a apoiar a recuperação econômica. Todos os líderes concordaram com a necessidade de garantir que as vacinas, terapêuticas e diagnósticos contra o coronavírus cheguem àqueles que precisam deles e concordaram com a necessidade de uma recuperação global verde e sustentável, em particular dando as boas-vindas à readmissão dos Estados Unidos ao Acordo do Clima de Paris . David Malpass, Presidente do Banco Mundial, saudou o que ele disse ser um novo “espírito de cooperação internacional” por parte das nações do G7 e seus compromissos ampliados com a COVAX . No entanto, Malpass também afirmou que a falta de transparência dos contratos e cronogramas de entrega estava dificultando o esforço para levar as vacinas aos países em desenvolvimento rapidamente.